# Partij Nationalistische Republiek
De Partij Nationalistische Republiek (PNR) is een niet meer actieve creoolse Surinaamse politieke partij, die in 1961 werd opgericht. De partij streefde naar de Surinaamse onafhankelijkheid.

## Voorgeschiedenis
In 1951 werd door Surinaamse studenten in Nederland, onder wie Eddy Bruma, de Surinaamse culturele vereniging Wie Eegie Sanie opgericht. Terug in Suriname richtte Bruma in 1959 de Nationalistische Beweging Suriname (NBS) op. Dit was de voorloper van de in 1961 opgerichte Partij Nationalistische Republiek waar naast Bruma ook Fred Derby bij betrokken was. De dichter Guillaume Pool heeft volgens eigen zeggen de naam van de partij bedacht.

## Verkiezingen
De PNR, die gezien werd als een creoolse partij, streefde op korte termijn naar onafhankelijkheid van Suriname, dat destijds nog behoorde tot het Koninkrijk der Nederlanden. Bij de statenverkiezingen van oktober 1969 kwam de PNR voor het eerst in het parlement en wel met één zetel. Deze werd ingenomen door Bruma. Bij de verkiezingen van 1973 was de PNR een van de partijen die deel uitmaakte van de Nationale Partij-kombinatie (NPK). De NPK haalde 22 van de 39 zetels. Van die 22 waren er slechts 4 voor de PNR. Toch kreeg de PNR in de eerste regering onder leiding van premier Arron drie ministersposten:
- Arbeid en Volkshuisvesting - Frits Frijmersum
- Economische Zaken - Eddy Bruma
- Justitie en Politie - Eddy Hoost

Deze drie ministers namen de leiding bij het overleg met Nederland over de onafhankelijkheid van Suriname.
Vlak voor de verkiezingen van 1977 verbrak de Nationale Partij Suriname (NPS) de samenwerking met de PNR waardoor deze niet langer deel uitmaakte van de Nationale Partij Kombinatie (NPK). Het lukte de PNR niet om bij die verkiezingen op eigen houtje terug te keren in het parlement. Suriname was eind 1975 onafhankelijk geworden, waarmee het belangrijkste doel van de PNR was bereikt. Omdat de PNR vlak voor de verkiezingen uit de NPK was gezet, was de voorbereidingstijd nogal kort. Ten slotte probeerde Bruma een dag voor de verkiezingen nog te bewijzen dat Arron smeergeld had aangenomen. Een dag na de verkiezingen bleek het bankafschrift dat de beschuldiging moest onderbouwen vervalst te zijn.
Na de Sergeantencoup van februari 1980 volgde een periode zonder verkiezingen, al was Bruma wel de formateur van de regering die toen volgde. Chin A Sen, tot dan een niet-actief lid van de PNR, werd premier terwijl de PNR-leden Robin Ewald Raveles (als dichter bekend onder het pseudoniem R. Dobru), Frank Leeflang, Harold Rusland en Henk Illes (onder)minister werden.
Na het herstel van de democratie keerde de PNR niet meer terug in het parlement. Sommigen zien de in 1987 mede door Derby opgerichte Surinaamse Partij van de Arbeid (SPA) als een voortzetting van de PNR.